# ロサンゼルス・キングス
ロサンゼルス・キングス（Los Angeles Kings）は、アメリカ合衆国カリフォルニア州ロサンゼルスを本拠としているナショナルホッケーリーグ（NHL）所属のプロアイスホッケーチームである。

## 歴史
カリフォルニア州南部では太平洋岸ホッケーリーグ (Pacific Coast Hockey League, PCHL) に多くのチームが所属し、またマイナープロチームの興行も成功を収めていた。しかし、1960年代以前にはロサンゼルスには大観衆を受け入れるだけのアリーナが存在せず、このことがNHLのロサンゼルスへの進出を躊躇させる主たる要因となっていた。
PCHLがメジャーリーグを脅かす存在となりスタンリー・カップとも競争を始めるようになると、カナダの事業家ジャック・ケント・クック (Jack Kent Cooke) は、いわゆる「エクスパンション・シックス」としてロサンゼルスに新チームを設立するためNHL に対し2百万ドルを投じた。クックは、アリーナについて「新チームは『世界一美しいアリーナ』で試合を行うことになろう。」とのコメントを残した。
この言葉にたがわず、キングス初のホームアリーナは「すばらしきフォーラム」としてカリフォルニア州イングルウッドにおいて、絶賛されながら開場した。
キングスは創立初年度からそこそこの成功を収めたものの、当時弱小であった西部地区において第1位の座に1ポイント及ばず、またチーム管理のミスにも悩まされた。1969-1970 シーズンはNHL中最低の成績に終わる。1973-1974 シーズンはプレイオフに参戦し、その翌期は42-17-21と良好な成績を残す。しかし、なかなかプレイオフで勝ち上がることはできなかった。
マーセル・ディオン (Marcel Dionne、チーム史上最高のスーパースター)がデトロイト・レッドウイングスから移籍し、また最上級のゴーリー Rogie Vachon が入団すると、レギュラーシーズンのポイントこそ105から85に落ちはしたものの、チーム力は強化された。プレイオフ第1ラウンドでアトランタ・フレームスを2試合で片付けたのち、ボストン・ブルーインズに第7試合で惜敗した。この翌年も全く同様に、フレームスを退けたが、ブルーインズに敗れた。
スマイス地区に移籍する1981-1982 シーズンを迎えるまでの間、チームは毎シーズン、プレイオフ第1ラウンドでの敗退を繰り返した。スマイス地区では、24-41-15の成績のキングスが、48-17-15の好成績を収め当時地区で一人勝ちの状態であったエドモントン・オイラーズを3戦2勝で破るという大番狂わせを演じた。（その後キングスは、バンクーバー・カナックスの前に敗れる。）  
その後、1984-1985シーズンに至るまでプレーオフ進出は再びお預けとなった（このシーズンはオイラーズがスタンレーカップを獲得するが、その過程でキングスを3試合で葬り去った。）。
1986-1987シーズンでは、ベテランとなったディオンヌをトレードで放出し、プレイオフでオイラーズに敗れる。翌1987-1988シーズンでもプレーオフ進出に見放され、この時点でチームは第2ラウンド進出はおろかbest-of-seven のプレーオフにさえ進出した経験がなかったのである。

## 黒と銀の時代
1987年にブルース・マクネイル (Bruce McNall) がチームを買収すると、彼はキングスを万年下位チームから一躍カップを争うチームに仕立て上げようとして1988年8月9日、1500万ドル、ジミー・カーソン (Jimmy Carson) 、マーティン・ジェリナス (Martin Gélinas) 及び ドラフト第1巡目の指名権の見返りにウェイン・グレツキーを獲得した。  
ロサンゼルス・キングスはロサンゼルス・レイダース (NFLラスベガス・レイダースの前身) をモデルにユニフォームを黒と銀に一新し、若者の流行ファッションの一端を担う人気ユニフォームになった。1988-1989 シーズンはリーグ屈指のディフェンス力を有し、リーグ4位に終わる。他方、グレツキーは168ポイントのチーム記録をもたらした功績によりハート記念賞（最優秀選手賞）を受賞する。シリーズの対オイラーズ1勝3敗の劣勢を挽回して第1ラウンドを制した。が、第2ラウンドでフレームスの前に敗退した。
翌年のプレーオフではフレームスを退けたものの、今度はエドモントン・オイラーズに敗れる。その後の1991年、1992年もオイラーズには歯が立たなかった。
1993年にはチーム初のプレイオフ第2ラウンドに進む。トロント・メープルリーフスの3勝2敗と王手をかけられた状況で、第6戦グレツキーが延長戦に得点、続く第7戦でもハットトリックの離れ業を演じ、キングスは初のスタンレー・カップ決勝に駒を進めた。
決勝ではモントリオール・カナディアンズが3度の延長戦をすべて制し、キングスの勢いを止めた。グレツキーはプレイオフで驚異的な40ポイントを獲得した（チーム記録）。この両チームとも翌期はプレーオフ進出ならず、キングスはその後も3期連続で進出がならなかった。キングスはキーナン率いるセントルイス・ブルースにトレードでグレツキーを放出するに至った。ブルースとのトレードの見返りは、ロマン・ヴォパット (Roman Vopat) 、クレイグ・ジョンソン (Craig Johnson) 、パトリス・ターディフ (Patrice Tardif) の3選手と2年間のドラフト第1巡目の指名権であった。

## グレツキー退団以降
グレツキーのトレード以後は一度しかプレーオフ進出を果していない（2001年対デトロイト・レッドウイングス戦）。
2007年1月13日、GK福藤豊が日本人初のNHL出場を果たした。セントルイス・ブルース戦の第3ピリオドから出場、4本のシュートを止めたがパワープレー中に1点を失い、5-6で試合は敗れた。福藤は2006-07シーズン終了後キングスと契約を延長できず退団している。
2007-2008シーズンの開幕戦をキングスはアナハイム・ダックスとロンドンのO2アリーナで戦った。キングスは先発ゴーリーにルーキーで2006年ドラフト一巡目、全体11位指名のジョナサン・バーニエ（Jonathan Bernier）を起用した。キングスは昨シーズンのスタンレーカップ覇者を4－1で下したが、その後は勝ち星に恵まれず、ウェスタンカンファレンス最下位、NHL全体でもワースト2位となる不振ぶりであった。
2008-2009シーズン、昨年の不振からドラフトでは全体2位の指名となった。その指名で獲得したドリュー・ダウティー(Drew Doughty)はプロ1年目から81試合に出場、6ゴール21アシストとディフェンスとしては及第点の活躍をした。しかしダウティーの加入をもってしてもキングスは全体で下から5番目の成績に終わった。

## 黄金時代
2011-2012シーズンは、第8シード（パシフィック・ディビジョン3位）と終わった。しかしプレイオフ第1ラウンドで第1シードであったバンクーバー・カナックスを破ると、立て続けにセントルイス・ブルース、フェニックス・コヨーテズを破り1992-1993シーズン以来となるウェスタン・カンファレンス優勝を果たした。スタンレー・カップでは、ニュージャージー・デビルスを4勝2敗で退けてチーム創設45年目として初優勝を果たした。2013-2014シーズンも、スタンレー・カップでニューヨーク・レンジャースを4勝1敗で下し、3年間で2度目の優勝を果たした。